# Федосеевка (Мурманская область)
Федосе́евка — село в Кандалакшском районе Мурманской области. Входит в состав городского поселения Кандалакша.

## География
Село находится на Карельском берегу Белого моря и на северо-восточном берегу озера Федосеевское.

## Население
| 2002 | 2010 |
| ---- | ---- |
| 18   | ↘3   |

### Половой состав
Согласно результатам Всероссийской переписи 2010 года, в селе проживало 3 человека, из них 1 мужчина (33,3 %) и 2 женщины (66,7 %).